# Vincenzo Baldassi
Vincenzo Baldassi, detto Enzo (Portogruaro, 29 giugno 1924 – Parma, 26 ottobre 2012), è stato un politico, giornalista e partigiano italiano, sindaco di Parma e parlamentare del Partito Comunista Italiano.

## Biografia
Nativo di Portogruaro, si trasferì con la famiglia a Parma all'inizio degli anni '30 al seguito del padre ferroviere. Antifascista, dopo l'8 settembre 1943 aderì al movimento partigiano (59ª Brigata "Garibaldi") col nome di battaglia "Bragadin", partecipando attivamente alla Resistenza sull'Appennino ligure-emiliano e alla Liberazione della città di Genova che in seguito lo insignì di una medaglia al valore. Militante del PCI fu eletto consigliere comunale della città ducale per la prima volta nel 1951, successivamente riconfermato fino al 1972. Inoltre, tra il 1963 e il 1970 fu l'ultimo comunista a ricoprire la carica di Sindaco di Parma, succedendo a Giacomo Ferrari. Fu deputato per tre legislature, dal 1972 al 1983. Quindi, nel 1986 fu nominato presidente dell'ente delle Fiere di Parma. Ritiratosi a vita privata alla metà degli anni '90, è deceduto il 26 ottobre 2012.

## La reclusione per "istigazione alla diserzione" e la polemica con Almirante
Nel 1951 dovette scontare una condanna a 12 mesi e 14 giorni (“Dodici mesi e 14 giorni era la soglia minima per giustificare la detenzione senza condizionale) di reclusione per il reato di cui all'art. 266 c.p. (ovvero per "istigazione dei militari a disobbedire alle leggi"), in combinato con l'art. 57 c.p in qualità di direttore responsabile delle pubblicazioni del periodico "L'Eco del Lavoro" sulle cui pagine comparve in quei mesi un articolo di cronaca "mascherata" in cui si dava conto della fantomatica riconsegna al mittente da parte di numerosi giovani del parmense delle cosiddette "cartoline rosa" di richiamo al servizio militare. Tale articolo, anonimo, fu ritenuto integrante gli estremi del reato di diserzione sicché Baldassi fu arrestato, condannato e quindi tradotto nel carcere bolognese di San Giovanni in Monte dove scontò l'intera pena, nonostante le manifestazioni di protesta per la condanna.
Durante il suo mandato da sindaco rimase celebre inoltre il rifiuto di concedere il balcone del Palazzo del Governatore per un comizio del Movimento Sociale Italiano che avrebbe dovuto avere come oratore il suo segretario, Giorgio Almirante (peraltro di origini parmensi). Baldassi oppose il proprio rifiuto dopo che lo stesso Almirante, in risposta ad una polemica sulla concessione di detto spazio nel cuore della città, denigrò il movimento partigiano.

## L'"autunno caldo" parmigiano (1968-1969)
Nella primavera del 1968, durante l'occupazione dell'Università, mostrò un atteggiamento "cointeressato e paternalista" verso gli studenti, proponendo il PCI come referente politico delle istanze del movimento studentesco, arginando così le frange più intransigenti e chiedendo personalmente il rilascio degli universitari fermati dalle forze dell'ordine. 
Nel dicembre di quello stesso anno, in occasione della "prima" della stagione lirica del Teatro Regio, uscì dal teatro e cercò di instaurare un dialogo con i giovani che manifestavano fuori dal "Regio" contro quella serata mondana, simbolo del "privilegio" e della "cultura dominante".
Nel novembre '68 il sindaco Baldassi, al termine di undici giorni di occupazione dello zuccherificio Eridania da parte degli operai (in segno di protesta contro la minacciata chiusura dello stabilimento parmigiano in attuazione del piano comunitario di ristrutturazione del settore), solidarizzò con gli operai medesimi, i quali - dopo l'intimazione allo sgombero da parte delle forze dell'ordine - avevano posto fine alla loro protesta. Al fine di richiamare l'attenzione del Governo sul problema del settore saccarifero, Baldassi emanò immediatamente un'ordinanza di requisizione dello stabilimento. 
Analoga attenzione alle questioni sociali locali fu poi rivolta dall'amministrazione socialcomunista di Baldassi in occasione della crisi, tra il '68 e il '69 e conclusasi poi con il definitivo fallimento, della "Salamini", all'epoca una delle principali aziende del territorio con circa 700 dipendenti. A fronte della crescente tensione sociale (scioperi generali provinciali, blocchi stradali e ferroviari, incursione alla partenza della tappa di Parma del Giro d'Italia) e constatato il totale disinteresse delle autorità nazionali che esclusero, da subito, la possibilità che la "Salamini" potesse essere assorbita nella "galassia IRI", il sindaco Baldassi si attivò, istituendo un "Comitato di coordinamento" composto da Comune, Provincia, Camera di Commercio e Sindacati e stanziando un fondo di sostegno agli operai di 5 milioni di lire. Inoltre, simbolicamente, fece in modo che una seduta (informale) del Consiglio comunale si tenesse (17 marzo 1969) all'interno della fabbrica nel frattempo occupata e, in tale sede, egli propose di riunirsi sotto Palazzo Chigi. Il 1º aprile seguente, durante un altro Consiglio, "affermò risolutamente il carattere politico della questione "Salamini" e fu votato un ordine del giorno in cui si deploravano l'invio e la permanenza di reparti mobili della Polizia".